# Kerri Chandler
Kerri Chandler (* 28. September 1969 in East Orange) ist ein US-amerikanischer Musikproduzent und DJ und bekannt für seine Stücke im Bereich Deep House.
Aufgewachsen in New Jersey kam er durch seinen Vater, der Disco-DJ ist, früh mit moderner Tanzmusik wie Soul, Funk und Disco in Berührung. Nach einer ersten Produktion 1991 gründete er 1992 sein eigenes Label Madhouse Records. Er veröffentlichte nicht nur dort, sondern auch vielen weiteren Labels, darunter Strictly Rhythm, Large Records oder Nervous. Mit seinen hypnotischen Tracks gilt Chandler als stilprägend im Deep House.

## Diskografie (Alben)
- 1996: Hemisphere (Freetown)
- 1998: Kaoz Theory (Harmless)
- 2003: Trionisphere (King Street Sounds)
- 2006: Nite Grooves Essentials (Delfi Sound)
- 2008: Computer Games (Deeply Rooted House)
- 2010: Trionispher Live (King Street Sounds)